# Mads Bonde Stürup
Mads Bonde Stürup (* 24. Mai 1997 in Gladsaxe) ist ein dänischer Basketballspieler.

## Werdegang
In seinen drei Jahren in der höchsten dänischen Spielklasse (Basketligaen) blieb Bonde Stürups mittlere Einsatzzeit im einstelligen Bereich. Er ging im Sommer 2016 zum spanischen Drittligisten Óbila Club de Basket. Von 2017 bis 2019 spielte der Däne beim spanischen Viertligisten Náutico Teneriffa, entwickelte sich dort zum Leistungsträger und stand in dieser Zeit auch zusätzlich im erweiterten Aufgebot des Erstligisten Iberostar Teneriffa, für den er insgesamt neun Ligaeinsätze bestritt. Er stand vereinzelt auch im Europapokalwettbewerb Champions League auf dem Feld. Als Teneriffa im Mai 2019 das Champions-League-Endspiel gegen Bologna verlor, gehörte Bonde Stürup nicht zum Aufgebot.
In der Saison 2019/20 kam er für den spanischen Drittligisten CB Zamora auf einen Mittelwert von 6,4 Punkte je Begegnung, in der Sommerpause 2020 wurde er vom Ligakonkurrenten CB Bàsquet Pardinyes Lleida verpflichtet. Dort verbesserte er seinen Punkteschnitt auf 10,7 je Begegnung und bekam vor der Saison 2021/22 ein Vertragsangebot des spanischen Zweitligisten Bàsquet Girona vorgelegt, welches er annahm. Mit Girona gelang ihm 2022 der Aufstieg in die Liga ACB, der Däne erzielte im Saisonverlauf 2021/22 in 39 Einsätzen im Mittel 3,4 Punkte. Im Vorfeld des Spieljahres 2022/23 gab ihn Girona leihweise an den Zweitligisten CB Almansa ab.
Ende September 2023 wechselte Bonde Stürup innerhalb der zweiten spanischen Liga zum Gipuzkoa Basket Club.

### Nationalmannschaft
Bonde Stürup bestritt Länderspiele im Altersbereich U16 und U18. Im Februar 2018 wurde er erstmals in einem Herrenländerspiel eingesetzt.